# Neoempheria medialis
Neoempheria medialis är en tvåvingeart som först beskrevs av Edwards 1931.  Neoempheria medialis ingår i släktet Neoempheria och familjen svampmyggor. Inga underarter finns listade i Catalogue of Life.